# Maxime Schwartz
Pour les articles homonymes, voir Schwartz.
Maxime Simon Schwartz, né le 1er juin 1940 à Blois (Loir-et-Cher), est un biologiste moléculaire français, qui a été directeur de recherche au CNRS, professeur à l'Institut Pasteur et directeur général de l'Institut Pasteur. Il est correspondant de l'Académie des sciences.

## Origines familiales
Maxime Schwartz est né le 1er juin 1940 à Blois (Loir-et-Cher). Il est le fils de Daniel Schwartz (1917-2009) (X, 1937) et d'Yvonne Berr (1917-2001). Ses grands-parents paternels étaient Anselme Schwartz, chirurgien, et Claire Debré, sœur du pédiatre Robert Debré. Ses grands-parents maternels étaient Raymond Berr (X, 1907), directeur des Établissements Kuhlmann, et Antoinette Rodrigues Ely, morts en déportation de même que leur fille Hélène Berr.
Avec son frère Yves, il est un neveu de Laurent Schwartz et de Bertrand Schwartz (X, 1939), les frères de son père.

## Formation
Après des études secondaires au lycée Janson-de-Sailly, il entre à l’École polytechnique en 1959. Élève dans cette institution jusqu’en 1961, il effectue ensuite son service militaire (1961-1962) dans la marine à Toulon, où il côtoie Henri Laborit.
En 1962-1963, Maxime Schwartz prépare et obtient une licence mixte de physique et de biologie.
De 1964 à 1967, sous la direction de Jacques Monod, à l’Institut Pasteur, il prépare un doctorat, qu’il soutient en juin 1967. Durant la préparation de ce doctorat il bénéficie des conseils de François Jacob, qu’il côtoie pendant plus de trente ans,. Il bénéficie également des conseils d'Agnes Ullmann.
De 1967 à 1969, en tant que « Junior Fellow » de la « Harvard Society of Fellows » de l’université Harvard, il effectue un stage postdoctoral dans le laboratoire de James Watson au sein de cette université. Il passe les trois derniers mois de 1969 à l’Institut Salk, où il collabore avec Suzanne Bourgeois dans le laboratoire de Melvin Cohn.

## Carrière scientifique et administrative
Après son doctorat, Maxime Schwartz revient à l'Institut Pasteur, où il reste pour l'essentiel de sa carrière. Il y travaille d'abord comme chercheur au CNRS, puis, à partir de 1973, comme bi-appartenant CNRS/Institut Pasteur.
Au CNRS, il est maître de recherche de 1971 à 1986 et directeur de recherche de 1986 à 2007.
À l'Institut Pasteur, il est chef de laboratoire de 1973 à 1984 puis professeur de 1984 à 2007.
De 1975 à 1995, il est chef de l'Unité de génétique moléculaire de l'Institut Pasteur.
De 1985 à 1987, il est sous-directeur (directeur scientifique) de l'Institut Pasteur.
De 1988 à 1999, il est directeur général de l'Institut Pasteur.
De 2000 à 2001, il est chef de l'Unité de physiologie cellulaire de l'Institut Pasteur.
Depuis 2007, année de son départ à la retraite, il est chargé de mission auprès de la direction de l'Institut Pasteur.
De 2002 à 2006, il est directeur scientifique de l'Agence Française de Sécurité Sanitaire des Aliments, dirigée par Martin Hirsch, puis par Pascale Briand.
Le 30 mars 1987, Maxime Schwartz est élu correspondant de l'Académie des sciences, dans la section Biologie moléculaire et cellulaire, Génomique.

## Distinctions
- Médaille d'or S.A. Waksman de l'Académie des sciences (1974).
- Prix Richard Lounsbery de l'Académie des sciences et de la National Academy of Sciences (1984).
- Commandeur de l'ordre des Palmes académiques (décret du 21 juillet 2021)
- Commandeur de l'ordre national du Mérite le 2 mai 2017 (officier du 27 septembre 1994)[13]
- Officier de la Légion d'honneur
- Commandeur de l'ordre national du Lion du Sénégal
- Commandeur de l'ordre national de la Croix du Sud (Brésil)

## Travaux scientifiques
Les travaux scientifiques de Maxime Schwartz concernent divers aspects du métabolisme d'un sucre, le maltose, chez la bactérie 'Escherichia coli'.  Ceux-ci lui ont permis d'aborder des questions très générales, comme la régulation de la synthèse de protéines et la structure, les fonctions et la biogénèse des protéines membranaires.
Les travaux de François Jacob et Jacques Monod sur le métabolisme d’un autre sucre, le lactose, chez la même bactérie, les avaient conduits à proposer que l’expression des gènes codant les enzymes nécessaires au métabolisme de ce sucre est bloquée par un répresseur, protéine régulatrice dont l’action est elle-même inhibée en présence de lactose. Le déblocage des gènes résulte donc de l’inhibition du répresseur',. Cette régulation faisant intervenir une double inhibition devait par la suite être qualifiée de négative. Sur la base de ses travaux sur le métabolisme du maltose, Maxime Schwartz fut l’un des tout premiers à suggérer l’existence d’une régulation positive, l’expression des gènes résultant de l’activation d’un activateur. Les mécanismes de régulation positive se sont révélés par la suite extrêmement fréquents, chez toutes les cellules vivantes.
L’aspect le plus original des travaux de Maxime Schwartz sur les protéines membranaires est la démonstration que l’une des protéines permettant le transport du maltose à travers l’enveloppe bactérienne sert de récepteur pour un virus bactérien, le bactériophage lambda. C’était une notion nouvelle que les récepteurs de virus soient des protéines ayant une fonction bien définie pour la cellule cible. C’est maintenant un fait bien établi pour de très nombreux virus.
Maxime Schwartz s’est également intéressé, en collaboration avec le laboratoire de l’Américain Jonathan Beckwith, aux mécanismes permettant la mise  en place des protéines dans diverses couches de l’enveloppe bactérienne. Par des méthodes génétiques, il contribue à démontrer que la séquence signal, localisée à l’extrémité amino-terminale des protéines destinées à traverser une membrane, et définie par le groupe de Gunther Blobel, est effectivement nécessaire au transport de ces protéines à travers la membrane du cytoplasme, mais qu’elle n’est pas suffisante,. En effet l’inactivation par mutation de la séquence signal empêche une telle protéine de traverser la membrane ; par contre la seule addition d’une séquence signal à l’extrémité d’une protéine cytoplasmique ne suffit pas à lui faire traverser la membrane.

## Direction de l'Institut Pasteur
Directeur général de l’Institut Pasteur pendant deux mandats consécutifs de 6 ans, Maxime Schwartz s’efforce de poursuivre l’œuvre de modernisation engagée par ses prédécesseurs, Jacques Monod, François Gros et Raymond Dedonder. Sur le campus parisien, il préside à la construction de plusieurs bâtiments nouveaux, dont le Centre d’information scientifique, financé grâce au legs de la Duchesse de Windsor, et entreprend la rénovation de la plupart des laboratoires situés dans des bâtiments plus anciens. Il poursuit également le développement du Réseau International des Instituts Pasteur (qu'il a baptisé ainsi), en modernisant l’équipement des anciens instituts, en intégrant des instituts étrangers comme celui de Saint-Pétersbourg et de Roumanie, en faisant construire un nouvel institut au Cambodge et en engageant la création d’un laboratoire mixte entre l’Institut Pasteur et l’Université de Hong-Kong. Sur le plan scientifique il favorise l’application des techniques de la biologie moléculaire à l’étude des maladies infectieuses, permettant ainsi l’émergence de plusieurs équipes de grande réputation internationale. Par ailleurs, il œuvre au développement et à la modernisation des relations entre la recherche et l’industrie, présidant, en particulier à la création des premières « start-up » créées par des chercheurs de l’institut. En 1994, Maxime Schwartz parvient à faire admettre par le gouvernement américain que le virus isolé par l’américain Robert Gallo comme étant le virus du sida n’était autre que le virus que le pasteurien Luc Montagnier lui avait envoyé un an plus tôt ; il met ainsi fin à une controverse vieille de 10 ans, comportant des aspects d’éthique scientifique aussi bien que financiers.

## Direction scientifique de l'AFSSA
Avec le titre de Directeur de la programmation des laboratoires, Maxime Schwartz exerce pendant 5 ans l’activité de directeur scientifique des laboratoires de l’Agence Française de la Sécurité Sanitaire des Aliments. En tant que tel, il donne notamment le coup d’envoi à un Réseau d’excellence européen, MED-VET-NET, réunissant des laboratoires vétérinaires et de médecine humaine, pour l’étude des maladies transmises aux hommes par les animaux. Dans cette agence, il préside en outre le comité d’experts « Biotechnologies » ayant pour principal objectif de donner des avis aux Pouvoirs publics sur les dossiers de mise sur le marché d’Organismes Génétiquement Modifiés.

## Ouvrages
Maxime Schwartz est auteur ou coauteur des ouvrages suivants :
- 1995, avec Annick Perrot, Pasteur, des microbes au vaccin, Casterman, Paris.
- 2001, Comment les vaches sont devenues folles ? Odile Jacob, Paris[22].
- 2008, avec François Rodhain, Des microbes ou des hommes, qui va l'emporter ? Odile Jacob, Paris.
- 2009, avec Jean Castex,La Découverte du virus du SIDA. La vérité sur "l'affaire Gallo/Montagnier". Odile Jacob, Paris.
- 2013, avec Annick Perrot,  Pasteur et ses lieutenants. Roux, Yersin et les autres. Odile Jacob, Paris.
- 2014, avec Annick Perrot, Pasteur et Koch. Un duel de géants dans le monde des microbes, Odile Jacob, Paris.
- 2016, avec Annick Perrot, Le génie de Pasteur au secours des Poilus, Odile Jacob, Paris.
- 2018, avec Annick Perrot, Louis Pasteur le visionnaire, Editions de La Martinière
- 2020, avec Annick Perrot, Le Neveu de Pasteur ou la Vie aventureuse d’Adrien Loir, savant et globe-trotter (1862-1941), Editions Odile Jacob
- 2022, avec Annick Perrot, Pasteur, l'homme et le savant, Editions Tallandier
- 2022, avec Annick Perrot, Pasteur à la plage. Le monde des microbes dans un transat, Editions Dunod

## Documentaire
- Maxime Schwartz et Annick Perrot, Pasteur et Koch, un duel de géants dans le monde des microbes, Arte, 6 octobre 2018.